# The Perfect Storm
The Perfect Storm is een Oscargenomineerde Amerikaanse rampenfilm uit 2000 geregisseerd door Wolfgang Petersen. De hoofdrollen worden vertolkt door George Clooney en Mark Wahlberg. De film is een verfilming van het gelijknamige boek van Sebastian Junger over de verdwijning van de Andrea Gail in de 'Volmaakte Storm' van 1991.

## Verhaal
De visser en kapitein van Andrea Gail, Billy Tyne (George Clooney), heeft een teleurstellend visseizoen te Gloucester achter de rug. Hij en zijn bemanning hebben het geld hard nodig en besluiten nog een laatste trip te maken, naar de Grand Banks van Newfoundland, ook al kan het zo laat in het seizoen op de oceaan flink spoken. Wanneer zelfs op de Grand Banks onvoldoende vis is, besluit Billy het nog verder te proberen, bij Flemish Cap. Hier hebben ze meer geluk en vangen ze een flinke lading vis.
De trip lijkt wel vervloekt; er wordt een haai als bijvangst gevangen die het been van een bemanningslid verwondt, een bemanningslid valt overboord en kan maar net gered worden, er steekt een monstergolf op en de ijsmachine raakt defect. Een naar het noorden optrekkende tropische cycloon, Grace, verspert de terugweg. Hierdoor moet de kapitein kiezen om alsnog door de storm heen naar huis te varen of bij Flemish Cap het einde van de storm af te wachten - met een grote kans dat de vis bederft nu de ijsmachine niet meer werkt. De kapitein en bemanning besluiten het erop te wagen.
Kapitein Linda Greenlaw van zusterschip Hannah Boden ziet dat de weersvoorspelling ernstiger is dan verwacht. Cycloon Grace ontwikkelt zich met een bestaand lagedrukgebied en een Canadees koufront tot een extratropische orkaan. Ze probeert Billy te waarschuwen en stuurt vervolgens een noodoproep naar de kustwacht. De reddingshelikopter, die al een paar roekeloze zeilers heeft gered, probeert nu de bemanning van de Andrea Gail te redden. Ze raken echter zelf in nood en moeten in zee 'ditchen'. Alle reddingswerkers, op een na, worden gered door de USCGC Tamaroa.
De Andrea Gail krijgt het zwaar te verduren en Billy besluit om te keren; hun levens zijn meer waard dan de vis. Ze lijken het te redden als ze de zon zien doorbreken, maar dan wordt hun weg versperd door een tweede monstergolf. Billy gaat als kapitein ten onder met zijn schip, en de laatste overlevende op dat moment is bemanningslid Bobby. Hij richt een laatste gebed aan zijn geliefde, voor ook hij door de golven en stroming wordt meegenomen.
De reddingswerker en de zes bemanningsleden van de Andrea Gail zijn spoorloos op zee verdwenen. Gloucester is in rouw gedompeld, en de namen van de zes bemanningsleden worden bijgeschreven in het register van hen die op zee het leven lieten, om nooit meer te worden vergeten.

## Rolverdeling
| Acteur                      | Personage              |
| --------------------------- | ---------------------- |
| George Clooney              | Kapitein Billy Tyne    |
| Mark Wahlberg               | Bobby Shatford         |
| Diane Lane                  | Christina Cotter       |
| John C. Reilly              | Dale Murphy            |
| William Fichtner            | David Sullivan         |
| Bob Gunton                  | Alexander McAnally III |
| Karen Allen                 | Melissa Brown          |
| Mary Elizabeth Mastrantonio | Linda Greenlaw         |
| Allen Payne                 | Alfred Pierre          |
| John Hawkes                 | Mike Moran             |

## Prijzen en nominaties
- 2001 - ASCAP Award
  - Gewonnen: Beste muziek (James Horner)
- 2001 - Oscar
  - Genomineerd: Beste visuele effecten
  - Genomineerd: Beste geluid
- 2001 - BAFTA Award
  - Gewonnen: Beste special effects
  - Genomineerd: Beste geluid
- 2001 - Taurus Award
  - Gewonnen: Beste waterwerk
  - Genomineerd: Beste stunt

## Verschillen met de werkelijkheid
De film is zwaar bekritiseerd vanwege de afwijkingen van de werkelijkheid. Een aantal nabestaanden waaronder de familie van kapitein Tyne heeft een rechtszaak tegen de makers aangespannen, maar verloor deze op grond van het principe van vrijheid van meningsuiting waar de makers een beroep op deden. Het verwijt van de familie Tyne was dat kapitein Tyne in de film willens en wetens een gevaarlijke storm invaart om de vis te redden van bederf. Volgens de familie was de Andrea Gail echter al drie dagen op de terugweg toen deze door de storm werd overvallen.
Andere familieleden klaagden dat ze geen toestemming voor het gebruik van hun namen hadden gegeven. Verder was Cathy Sullivan Mustone, de oudere zus van David 'Sully' Sullivan, teleurgesteld in de manier waarop haar broer in de film werd neergezet, namelijk als een heetgebakerde vechtersbaas. 
Linda Greenlaw ontkende een 'mayday' namens de Andrea Gail te hebben uitgezonden. Dat was ook weinig zinvol geweest omdat de kustwacht slechts direct uitrukt na een 'mayday' van het schip zelf. Bovendien waren de omstandigheden weliswaar gevaarlijk maar niet ongebruikelijk: vissers aan de Amerikaanse oostkust hebben vaak te maken met cyclonen en cycloonrestanten. Bovendien heeft cycloon Grace, in tegenstelling tot wat de film beweert, nooit de vijfde categorie bereikt. Er was voor Greenlaw derhalve geen reden om alarm te slaan.
De redding van de zeilers verliep daarnaast anders dan de film vertoonde. Het zeiljacht was oorspronkelijk een Japans jacht genaamd Satori, wat in de film gewijzigd is in Mistral.